# Röhringsberg

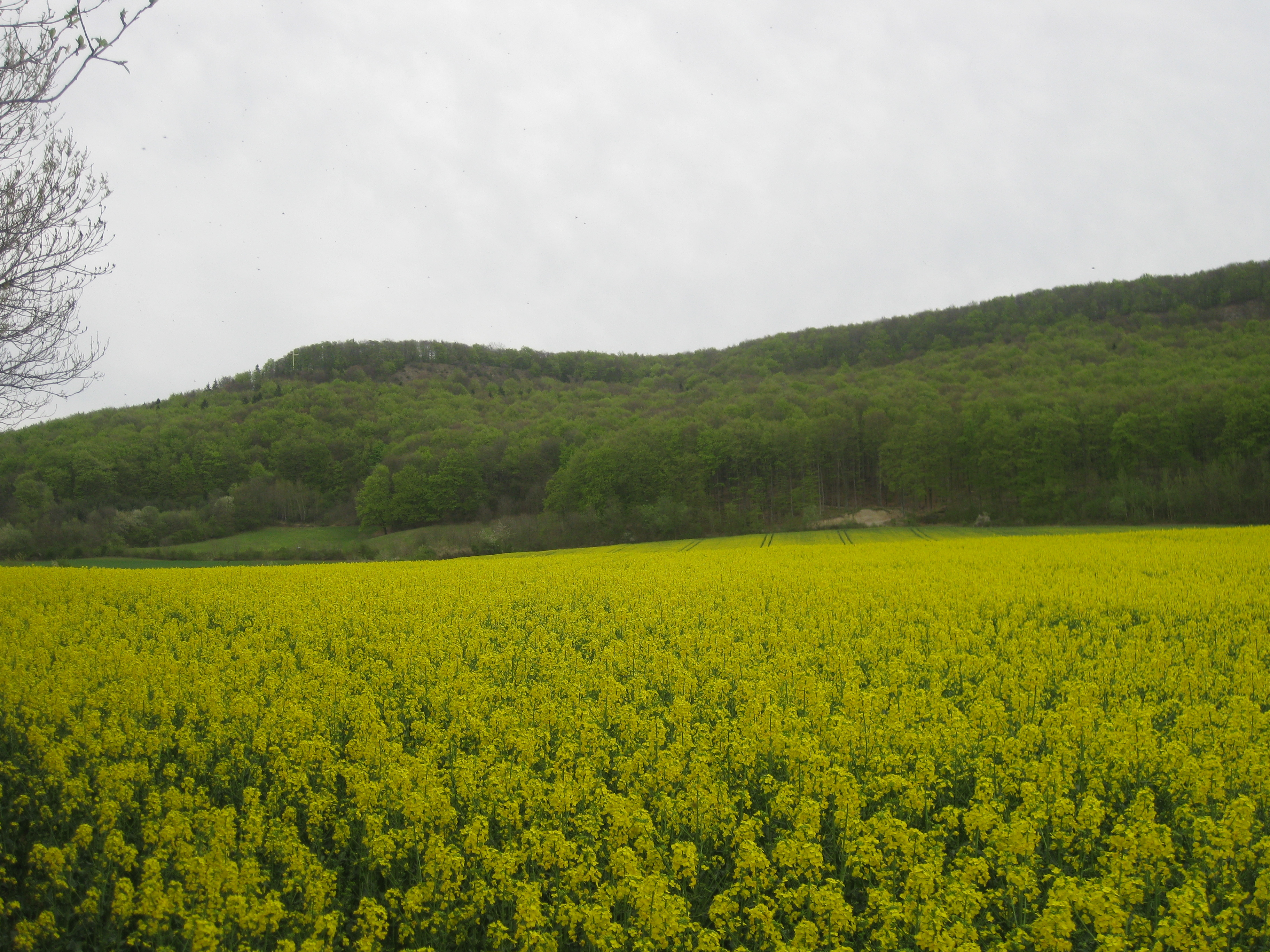
Der kleine Iberg mit dem Thalwender Kreuz aus westlicher Richtung gesehen

Der Röhringsberg bzw. Röhrigsberg ist ein 487 m ü. NHN hoher Berg im Obereichsfeld im Naturpark Eichsfeld-Hainich-Werratal, Thüringen.

## Lage
Der Röhringsberg ist ein nordwestlicher Ausläufer der Obereichsfelder Muschelkalkplatte im westlichen Teil des Landkreises Eichsfeld, ungefähr 7 Kilometer südwestlich von Heilbad Heiligenstadt. Er liegt im Uhrzeigersinn betrachtet zwischen Thalwenden im Norden, Lenterode im Osten, Röhrig im Süden sowie Schönhagen und Birkenfelde im Westen.

## Natur
Der überwiegend bewaldete Berg (Buchenmischwald) ist der zentrale Teil eines kleinen Bergplateaus mit mehreren Ausläufern:
- dem Thalwender Iberg oder Kleinen Iberg (468 m), einem nördlichen Bergsporn mit dem Thalwender- bzw. Ibergkreuz, einer Schutzhütte und Aussichtspunkt in die Hügellandschaft des Unteren Eichsfeldes, das südliche Leinebergland, das Ohmgebirge und den Dün im Osten und bei klarer Sicht bis zum Harz
- dem Höhberg (ca. 465 m) im Nordosten und seiner östlichen Verlängerung dem Voßberg
- dem Sperlingsberg (ca. 420 m) im Osten
- der südwestliche Berghang oberhalb von Birkenfelde ist der (Große) Iberg

Nach Süden ist das Plateau über einen Bergsattel mit dem Hauptkamm der Muschelkalkplatte am Röhrsberg (468 m) verbunden. 
Vom Gipfel ergeben sich Ausblicke  bis zum Lengenberg und in die "Eichsfelder Schweiz". Von allen umliegenden Orten führen Wanderwege  in das Berggebiet.